# Ampelocissus latifolia
Ampelocissus latifolia är en vinväxtart som först beskrevs av William Roxburgh och fick sitt nu gällande namn av Jules Émile Planchon. Ampelocissus latifolia ingår i släktet Ampelocissus och familjen vinväxter. Inga underarter finns listade i Catalogue of Life.